# 1907年チフリス銀行強盗事件
1907年のチフリス銀行強盗事件（1907 Tiflis bank robbery）またはエリヴァン広場の強奪事件（Erivan Square expropriation）は、1907年6月26日に[a]、ロシア帝国のカフカス総督府下にあったチフリス県チフリス（現在のジョージア領トビリシ）で起こった武装強盗である。革命のための活動資金を必要としていたボリシェビキが、エリヴァン広場（現在の自由広場）を通って郵便局とロシア帝国の国立銀行の支店間を移動する現金輸送車を襲撃した。現金を運ぶ馬車の周囲は警官と軍人が固めていたが、ボリシェビキの爆弾と銃撃を受けて多数の死者がでた。当局の記録によると、死者は40人前後、負傷者がさらに50人前後いた。強盗たちは341,000ルーブリ（2017年時点の386万ドル前後に相当）を奪い、逃走した。
強盗はレーニン、スターリン、リトヴィノフ、クラーシン、ボグダーノフといったボリシェビキの最上層部が指揮したとされている。スターリンの幼馴染で盟友であったテル＝ペトロシアン（通称カモ）たちが実行犯となった。彼らの実力行使はロシア社会民主労働党（RSDLP)の第5回党大会で決議された禁止事項に明らかに反するものであり、党内ではボリシェビキに怒りの声が上がった（ボリシェビキはRSDLPの一派閥である）。そのためレーニンとスターリンはこの事件から距離をとろうとした。この事件や同じような強盗の余波でボリシェビキの指導部にも亀裂が生じ、レーニンはボグダーノフやクラーシンと袂を分かった。
ボリシェビキは結果として強盗に成功し大量の現金を獲得したにも拘らず、警察が高額紙幣の通し番号を把握していたため、奪った金の使い道はほとんどなかった。1908年1月にレーニンはヨーロッパ各地で複数の人間が同時に高額紙幣を換金するという計画を立てたが、この作戦も失敗して大量の逮捕者が出ただけでなく、強盗事件に彼らが関与していたことが世界中の知るところとなり、ヨーロッパの社会民主主義者からも批判を受けた。
カモは事件の直後にドイツで逮捕されたが、3年以上にわたって狂気を装うことで刑事裁判を逃れ、精神病棟から脱走した。しかし2年後に別の強盗事件を計画中に再び身柄を拘束された。1907年の強盗事件も含め過去の犯罪について死刑が宣告されたものの、後に終身刑に減刑され、さらに1917年の革命の影響で牢獄から解放された。事件の首謀者や実行犯のうち裁判にかけられたのは彼1人であった。カモが亡くなると、エリヴァン広場のそばにあるプーシキン広場に埋葬され記念碑も建立された。スターリンの時代にこの記念碑は取り壊され、カモの墓も別の場所に移動された。

## 背景

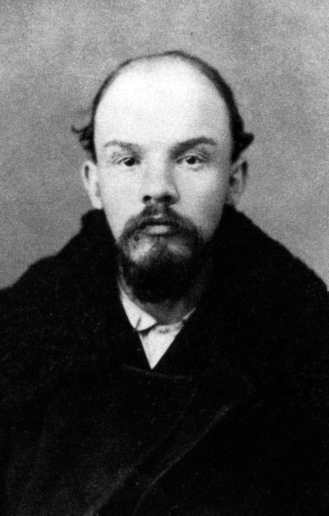
1895年12月のレーニンの手配写真

ソビエト連邦共産党の前身であるロシア社会民主労働党(RSDLP)が結成されたのは1898年である。その目的は、マルクス主義の下でロシア帝国にプロレタリア革命を起こすことであった。その革命の一環で、RSDLPなどの革命家たち（アナーキストやエスエル）は様々なレベルの実力行使に出ていた。その1つが「エクス」(зкспроприацияの略で、革命の活動資金のために政府や民間の資産を強奪することの隠語）であった。
1903年以降、RSDLPはボリシェビキとメンシェビキという二大派閥に分裂する。1905年の革命によりロシア帝国の圧力が強まると、RSDLPは1907年の5月から6月にロンドンで第5回党大会を開き、両派閥間の対立の解消を目指した。この時点でも意見が分かれていたのは実力行使（特に「エクス」）をどう考えるかという問題であった。この大会でレーニンが束ねていた好戦的なボリシェビキのほとんどが、強盗を革命のための一手段として正当化していた。一方でメンシェビキは、より平和的で漸進的な革命の達成を主張し、実力行使には反対であった。結局この党大会で「エクス」は「秩序を乱す退廃的」な行為とされて、あらゆる実力行使への参加または支援を非難する決議案が採択され、党に関係する全ての武装集団に解散が呼びかけられた。この決議案をメンシェビキの全員とボリシェビキの一部が支持し、投票結果は賛成が65パーセントと反対が6パーセント（その他は棄権か無投票）であった。
個別に委員会を作ることの禁止は党是であったにも拘らず、この第5回党大会中にボリシェビキは「ボリシェビキ・ツェントル」と呼ばれた自分たちの運営組織を結成し、それをRSDLP内でも秘密にしていた。このツェントル（「中央管理局」）を率いるのは、レーニン、クラーシン、ボグダーノフの3人による「金融グループ」であった。党の活動と並行しながら、第5回党大会が始まるころにはボリシェビキの上層部はすでにロシア各地で無数の「エクス」を計画しており、大会の終了からわずか数週間後にはチフリスでの大規模な強盗計画も控えていた。

## 強奪
第5回党大会に出席する前に、ボリシェビキの重要メンバーは1907年4月にベルリンで会合を持って、武器購入のための資金を得るための強盗計画について話し合っている。この会合には、レーニン、クラーシン、ボグダーノフ、スターリン、リトヴィノフらが出席していた。そしてスターリン（当時は初期の偽名であるコバで通っていた[b]）とアルメニア人のシモン・テル＝ペトロシアン（通称カモ）がチフリスの銀行強盗を指揮することが決まった。
29歳のスターリンは妻エカテリーナと生まれたばかりの息子ヤーコフとともにチフリスに住んでいた。スターリンは強盗を直接に指揮した事もあり、その成果もあってツェントルからは重要な財務担当者として評価が高かった。彼より4歳若いカモはその非情さで知られており、後年のエピソードには自ら手を下した男の胸から心臓を切り取ったこともあった。そして荒事がある時には彼が「ドルジーナ」(組)とあだ名された犯罪組織を指揮していた。スターリンによればカモは「変装の名人」であり、レーニンは彼を「カフカスの盗賊」と呼んでいた。スターリンとカモは古い馴染みであり、スターリンが彼をマルクス主義者に転向させたのであった。
ベルリンでの会合後、スターリンとリトヴィノフはチフリスに行き、カモに予定を伝えるとともに襲撃の計画を練った。ロマン・ブラックマンの『ヨシフ・スターリンの機密ファイル』(The Secret File of Joseph Stalin)によると、スターリンはボリシェビキのメンバーとして犯罪組織の活動に関与しながら、ロシアの秘密警察であるオフラナへの情報提供も行っていた。スターリンはオフラナ内の窓口であるムフタロフという職員に銀行強盗の計画があること、しばらくしたらさらに情報が提供できることを約束した、とブラックマンは主張している。
チフリスでスターリンは強盗の計画に着手し、国立銀行の業務体制について内部情報を提供する人間を2人確保した。1人はギゴ・カスラージェという名前の銀行員で、もう1人がチフリスの銀行業を取り扱う郵便局に勤めるヴォズネセンスキーという名の人間で、こちらはスターリンの古い学友であった。ヴォズネセンスキーは後に、ロマンティックな詩を書いていたスターリンに心酔するあまりに窃盗を手伝ってしまったと語っている。彼はその立場から現金が国立銀行のチフリス支店に駅馬車で輸送される時間帯がわかる非公開の予定表を見ることができた。スターリンは彼を通じて、1907年6月26日に馬車で大量の現金がこの支店に輸送されることを掴んだ。
馬車を襲うための爆弾の製造にはクラーシンの尽力があった。そしてカモの仲間がこの爆弾をソファの中に隠してチフリスに持ち込んでいる。強盗のほんの数週間前に、カモはこの爆弾に信管を取り付けようとして誤って爆発させてしまった。彼はこの事故によって怪我を負い、片目には死ぬまであざが残った。激しい痛みで1ヶ月もの間ベッドに寝たきりになり、ようやく全快したのは強盗を実行する直前であった。

## 決行当日
強盗の決行当日である1907年6月26日、スターリンを含む20人のメンバーがエリヴァン広場（チフリス神学校、銀行、総督府までわずか2分程度の距離）に集合して、最後の詰めを行うと、襲撃の準備のため持ち場に散らばっていった。一方で当局も強盗に先立って内部通報を受けていたので、革命家たちがチフリスで何か大がかりな行動を計画していることを把握しており、警備の数を増やして広場の辻ごとに衛兵を置いていた。警備が予定より増強されていたため、強盗団はあらかじめ巡回している憲兵や警官に当たりをつけて、広場を高所から見下ろす監視役を置いた。
実行犯たちはほとんどが拳銃と手榴弾を隠し持ちながら農民の格好をして、通りの辻に待機していた。それとは対照的に、カモは騎兵大尉に変装して幌なしの馬車であるフェートンに乗って広場までやってきた。
彼らは襲撃の前段階として広場に面した酒場の「ティリプチュリ」(Tilipuchuri)を占拠した。事件の目撃者となったダヴィド・サギラシヴィリの回想によると、彼はエリヴァン広場を歩いているところをバチュア・クプリアシヴィリという友人からこの酒場に来るよう呼びかけられ、そこでじっとしているように言われた（この友人は後に強盗団の１人であることが判明する）。酒場に入ると、武器を持った男たちが中の人間を外に出さないようにしていることに気づいた。すると広場に銀行の輸送車が近づいていることを知らせる合図があり、男たちは拳銃を手にして素早く店を出て行った。
ロシア帝国の国立銀行のチフリス支店は馬車で郵便局と国立銀行間で資金を移動しようとしていた。馬車には現金が積まれており、ライフルを持った護衛が2人、銀行の会計と出納係が１人ずつ乗っていた。後ろには武装した兵士が何人も乗った馬車が続き、周りを騎馬に乗ったコサックが固めていた。

### 襲撃

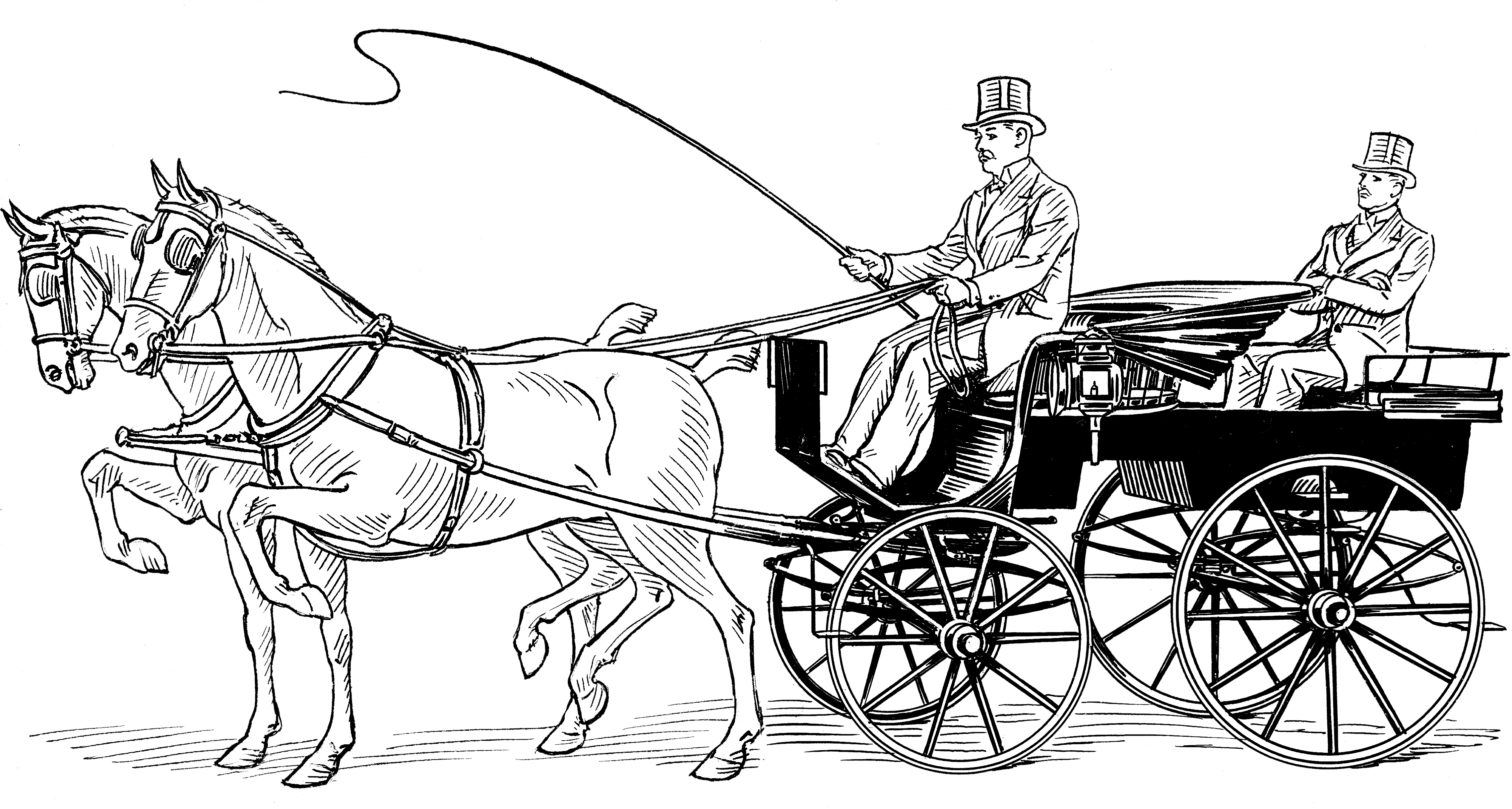
強盗に使われたような、典型的なフェートン

午前10時3０分ごろ、現金を積んだ馬車が人通りの多い広場を横切った。クプリアシヴィリが合図を送ると、強盗団たちは馬車めがけて手榴弾を投げこんで馬と護衛をなぎ倒し、馬車と広場を囲む警備に銃撃を開始した。爆弾はあらゆる方向から投げ込まれた。グルジアの新聞は次のように報じている。「激しい射撃音がして、それが大砲のとどろく音なのか爆弾が炸裂したものなのか判別のつく人間は１人もいなかった...この騒音で、あちこちにパニックが起こっていた...ほとんど町全体があわてふためき、皆が駆け出した。幌馬車や荷馬車も急ぎ足で離れていった」。爆弾の威力はすさまじく、周囲の建物の煙突はなぎ倒され、窓という窓が割れ飛んだ。スターリンの妻のエカテリーナ・スワニーゼは家族といっしょに広場の近くにある自宅のバルコニーにいた。爆発音がそこまで届くと、彼女たちはおののいて家の中に引っ込んだ。
現金輸送車に繋がれた1頭の馬が、爆弾で怪我をした脚で駆け出して車両を引っ張っていったので、クプリアシヴィリとカモ、もう１人の仲間ダチコ・チブリアシヴィリがそれを追いかけた。クプリアシヴィリが爆弾を投げて馬の脚を吹き飛ばしたが、自身もその爆発に巻き込まれ、地面に叩きつけられて気絶した。ほどなく意識を取り戻した彼は、警察や軍が到着する前に広場から脱出することができた。チブリアシヴィリが馬車から現金のはいった袋を掴み出し、カモは拳銃を発砲しながら別の馬車に乗り込んだ。そして別のメンバーもやってきて、カモの乗る馬車に金を投げ込んだ。時間に追われたため、その場に20,000ルーブルほどが残されたが、それを懐におさめた御者の１人は後に窃盗罪で逮捕されてしまった。

### 脱出とその後
大金を手に入れたカモは、馬車に乗ってすぐさま広場を離れた。途中で警察の馬車に遭遇したが、彼は騎兵大尉のふりをしてこう叫んだ。「金は無事だ。広場に急げ」。馬車に乗った副官は素直に従い、その場しのぎの嘘に騙されたことを知るのは事件の片がついてからのことであった。カモはアジトまで馬車で行くと、そこで変装を解いた。強盗団たちはあっという間に方々に散らばり、捕まった者はいなかった。

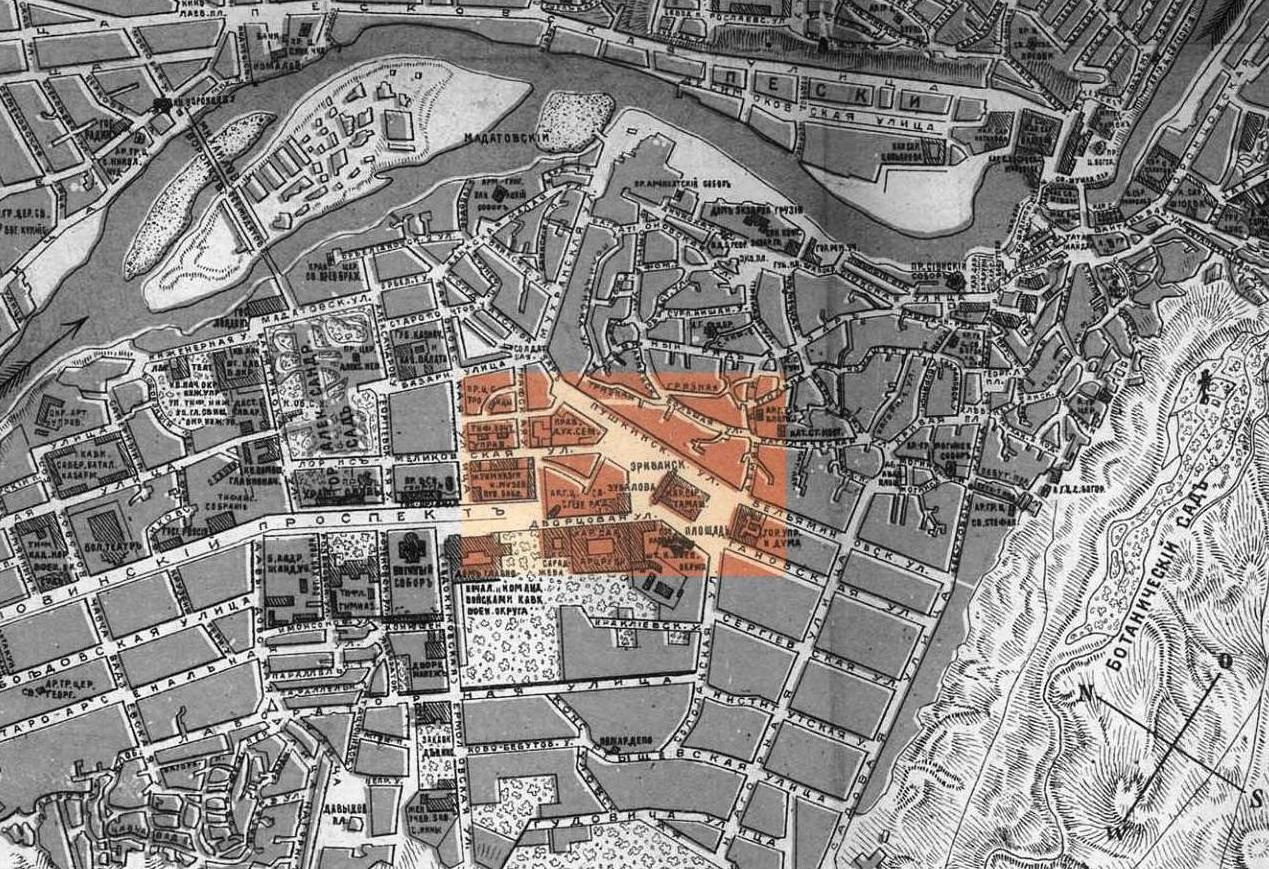
1913年のチフリスの地図の一部（ハイライトがエリヴァン広場と隣接する通り）

強盗団の１人、エリソ・ロミナージェ(Eliso Lominadze)は教師の制服を盗んで変装し、死屍累々となった広場に戻っている。人馬の死骸が横たわるなか、広場にはおよそ50人の怪我人が倒れていた。当局は死亡者は3名だけであったと発表したが、オフラナの記録文書を当たると実際には40人前後が亡くなっていることが明らかになった。
国立銀行の損失は正確にはわからないが、最も確からしいと考えられる数字の１つが341,000ルーブリであり、これは2008年の時点の340万ドル前後に相当する。およそ91,000ルーブリが追跡の不可能な小額紙幣であったが、残りは高額の500ルーブリ紙幣であり、当局が通し番号を把握していたため換金は困難であった。

### スターリンの役割

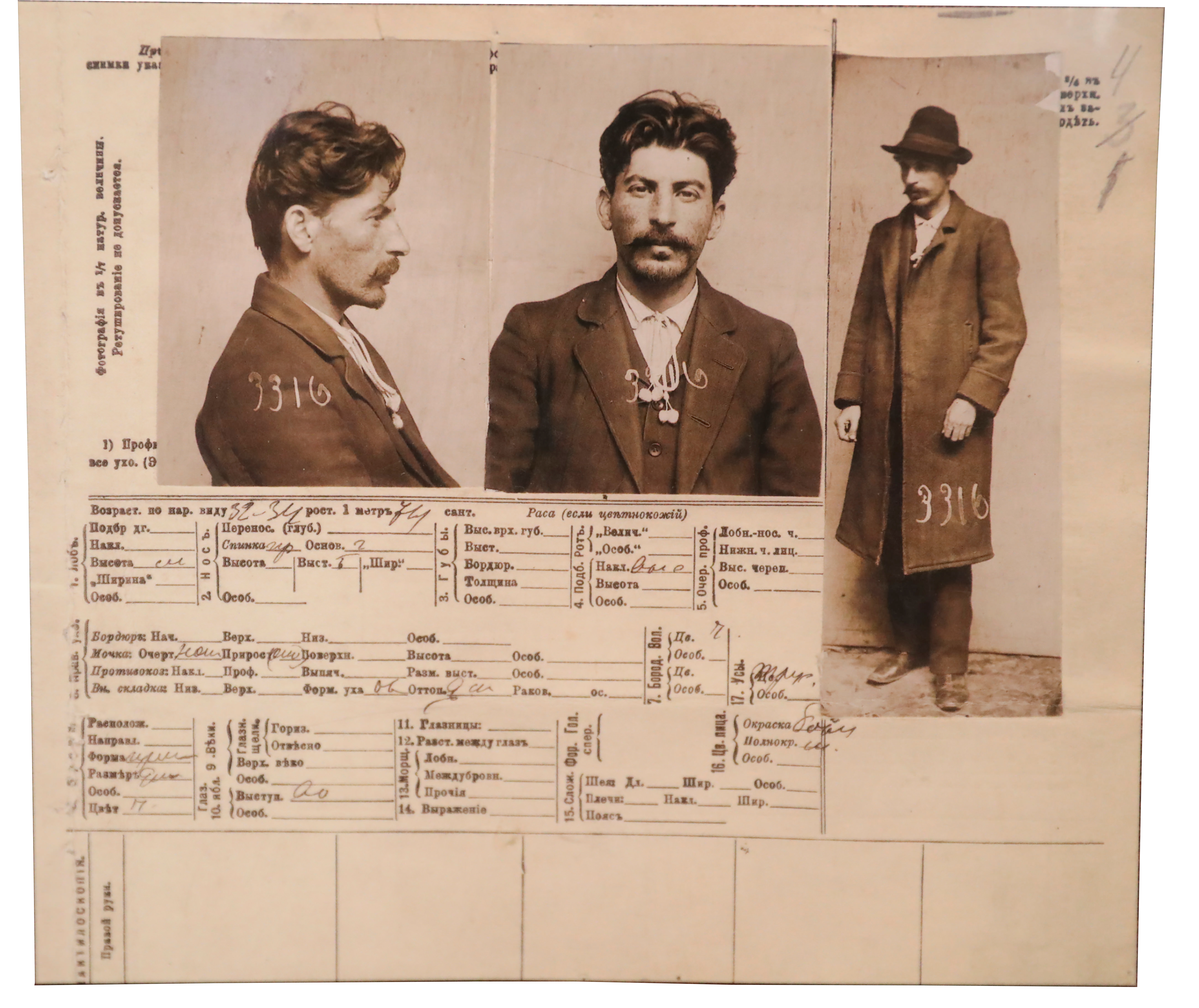
サンクトペテルブルクで秘密警察が保有していた「I.V.スターリン」に関する名簿（1911年）

スターリンがこの日何をしていたかはよくわかっておらず、意見がわかれている。P. A. パヴレンコという人物によれば、スターリンも馬車の攻撃に参加し、爆弾の破片で負傷したという。カモは後から、スターリンは強盗には加わっておらず、遠くで見ていただけだと言っている。警察の資料によればスターリンは「残酷な殺戮劇を煙草を吸いながら家の中から眺めていた」。また別の資料によればスターリンは実際には鉄道駅にいて広場にはいなかったことになっている。スターリンの義理の姉妹は、彼が強盗があった日の夜に帰宅していて、その成果を家族に語って聞かせたと言っている。
この事件におけるスターリンの役割は、同志であるボリス・ニコラエフスキーとレフ・トロツキーからも疑問視されている。スターリンのライバルであり後に暗殺されたトロツキーは、著書の『スターリン』においてチフリスの強盗事件やそれ以外の当時ボリシェビキが行っていた武力行使に関する出版物を様々に比較して「他の人間は戦っていた。スターリンがしていたのは離れたところでの指揮だった」と述べている。またニコラエフスキーによれば、この事件に限らず「カモたちのグループの活動にスターリンが果たした役割は後年に誇張され」ている。一方でクン・ミクローシュは当局の資料を分析して「1904年後半から1905年前半までスターリンが強盗計画の策定に関わっていた」ことは確実であり、チフリス強盗事件を起こした「メンバーの初期計画を〔スターリンが〕袖から操っていたことはもはや明らかだ」と述べている。

## 捜査

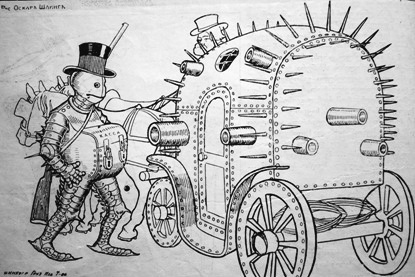
「現金輸送に必要な装置」（グルジアのメディアに掲載されたオスカー・シュマーリングの諷刺画、1906年）

この強盗事件は世界中の新聞の1面を飾った。「爆弾の雨。革命家たちが大群衆に破滅を」（ロンドンのデイリー・ミラー）、「チフリスの爆破と暴動」（ロンドンのタイムズ）、「大惨事！」（パリのル・タン）、「爆弾で死者多数。170,000ドルが奪われた」（ニューヨーク・タイムズ）。
当局は軍を動員して、奪われた金の確保と犯罪者の捕獲を目指して道路を閉鎖して広場を包囲した。警察の捜査を指揮する特別捜査班も投入された。しかし目撃者の証言は混乱して食い違い、捜査は難航した。さらにこの事件の背後にいるのがどういう集団なのかもわからなかった。ポーランド人の社会主義者、アルメニア人、アナキスト、社会革命党、果てはロシア政府まで関与が疑われた。
ブラックマンによれば、事件から数日後にオフラナのエージェントであるムフタロフが秘密の部屋でスターリンを尋問している。彼らは事件の最中にスターリンが遠巻きに見守っていたという噂を聞いていた。彼がスターリンになぜ情報を渡さなかったのか尋ねると、スターリンは盗難を防げるだけの情報は当局に提供してあると答えた。尋問はエスカレートして激しい口論になった。ムフタロフはスターリンの顔を殴り、周りの人間が止めに入るほどであった。この一件の後でムフタロフはオフラナの職を解かれ、スターリンもチフリスを出てバクーに行き、そこで沙汰を待つように命じられた。スターリンはそれに従い1907年7月にバクーに出発した。ブラックマンはこの一件について確かな証拠があると主張しているが、スターリンがその青年時代にオフラナと協力関係にあったかどうかについては、長年にわたって歴史研究者が議論をしており、いまだ結論は出ていない。

## 金の移動とカモの逮捕
強盗で奪った金ははじめチフリスにあるスターリンの友人の家に保管されていた。マットレスに縫い込まれていたので、持ち運ぶにも保管するにも余計な疑惑を持たれることがなかった。このマットレスは別の安全な家に運びこまれた後で、チフリス気象台の館長のカウチの上に置かれた。おそらくこの場所を選んだのはスターリンがここで働いていたからである。一部の文献では、スターリン自身が金を気象台に移動するのを手伝ったとしている。館長は、盗んだ金が自分の部屋にあったとは全く知らなかったと後に語った。
その後、盗んだ金の大半をカモが当時はロシア帝国の一部であったフィンランドにいるレーニンのところに持って行った。カモはこの年の夏をレーニンの別荘で過ごしている。秋になると、武器と弾薬を買い付けるためにパリからベルギーに行き、200個の信管を買いにブルガリアへも出かけた。それからベルリンに行って、レーニンの手紙を有名なボリシェビキの医師であったヤコブ・ジトミルスキーに届けた。カモの目は爆発で受けた傷が完全には治っていなかったので、治療可能かどうかも相談している。しかしレーニンは知らなかったが、ジトミルスキーはひそかにロシア政府のエージェントの仕事もしていた。すぐにオフラナに通報がはいり、ベルリンの警察にカモを逮捕するように要請が行われた。警察がカモを捕らえてみると、偽造されたオーストリア人のパスポートや信管のはいったスーツケースが見つかった。後者は別の大規模な銀行強盗で使う手はずになっていたものであった。

## 紙幣の換金

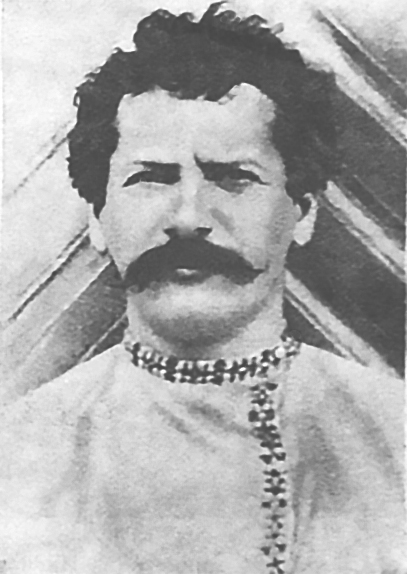
マクシム・リトヴィノフ（1902年）

カモが逮捕された事を聞いたレーニンは、自分も逮捕されることを恐れ、妻を連れてフィンランドを脱出した。追っ手がつかないよう夜間に、凍った湖の上を5キロメートル近く歩いて近くの島で蒸気船を捕まえた。氷の上を渡っている最中に、レーニンともう2人の同行者は氷が水中に沈みはじめて溺れかける場面もあった。当時を回想したレーニンは、それが「死ぬほど愚かな方法」にも映ることを認めている。何とか逃げおおせたレーニンたちは、その足でスイスに向かった。
目印のない紙幣については換金も容易であったが、通し番号がある500ルーブリ札は当局に把握されており、ロシアの銀行で換金することは不可能であった。1907年の末までに、レーニンは換金できずにいた500ルーブリ札を国外で換金することにした。クラーシンも偽造の腕を持っていたお抱えの人間に通し番号の一部を改変する仕事をさせている。500ルーブリ札のうち200枚をマルティン・リャドフが国外に運び出した（紙幣はクオッカラにあったレーニンのアジトでレーニンとボグダーノフの妻が、リャドフのベストに縫い込んだ）。レーニンの計画は、人数を動員して、この500ルーブリ札をヨーロッパ各地の銀行で同時に換金するというものであった。ジトミルスキーもこの計画を知らされたため、それをそのままオフラナに報告した。当局はヨーロッパ中の警察機関に連絡をとり、この紙幣を換金しようとしたものは誰であっても逮捕するように要請した。
1908年1月、500ルーブリ紙幣を換金しようとした人間が大量に逮捕されている。ニューヨークタイムズは500ルーブリ札を換金しようとして、警察から喚問された女性の記事を掲載している。彼女は仲間に落ち合う計画の証拠になる紙を飲み込もうとしたが、警察にのどをつかまれて紙を回収され、後から鉄道駅で仲間も逮捕された。逮捕者の中でも最も有名なのがマクシム・リトヴィノフである。彼は手持ちの500ルーブリ札12枚をロンドンで換金するためにパリ北駅で愛人と列車に乗ろうとしているところを逮捕された。しかしフランスの法務大臣はリトヴィノフと彼の愛人をフランス国外に追放してしまったので、その身柄の引き渡しを求めていたロシア政府は憤慨した。フランス政府はロシア側の要求が伝わるのが遅すぎたと公式に回答したが、一部の文献によると、引き渡しを拒絶したのは、フランスの社会主義者たちが彼らの安全を確保するように政治的な圧力をかけたからであった。
レーニンの妻ナジェージダ・クルプスカヤが回想録で一連の出来事について語っている。
革命を実現するためにチフリスを襲撃して得たお金はボリシェビキのものになった。でもそのお金は使うことができなかった。全部500ルーブリ札であったので、換金しなければいけなかったのだ。こういう場合に、銀行は必ず紙幣の通し番号を一覧にしているので、〔少なくとも〕ロシア国内で替えることは不可能であった...。どうしたってお金は必要であった。そこで同志たちが集まって、外国のいろんな街で同時にこの500ルーブリ札を換金しようとしたのが、私たちが〔スイスに〕着いてわずか数日後のことであった。...ジトミルスキーが、警察にこの計画の存在を知らせていたので、それに関わっていた人間は捕まってしまった。チューリッヒ・グループのメンバーのレット人は ストックホルムで逮捕された。ジュネーブ・グループの、最近ロシアに戻ってきたメンバー、オリガ・ラヴィチはミュンヘンでボグダサリアンとホジャミリアンと一緒に逮捕された。ジュネーブでは、ニコライ・セマシコが、逮捕された男に送ったはがきが彼の家に届いた事がきっかけで捕まってしまった。
ブラックマンによれば、レーニンは大量の逮捕者が出た後も500ルーブリ札の換金を模索し続け、その一部をモスクワ在住の無名の女性と10,000ルーブリだけ交換することに成功していたという。しかしニコラエフスキーによれば、レーニンは仲間の逮捕が続いて以降は紙幣の換金を諦めたが、ボグダーノフは北アメリカで紙幣の交換に挑み（そして失敗した）、クラーシンは紙幣の通し番号を偽造することに成功し、いくらか換金することができたという。ほどなくして、レーニンたちは手元に残った500ルーブリ札をすべて燃やしてしまった。

## カモの裁判
死を受け入れて、至極穏やかな気分だ。俺の墓穴に生えた草はもう人の背丈ほどにもなっているだろう。永遠に死を逃れることはできない。人は必ずいつか死ぬ。だが俺は自分の運をもういっぺん試してみるつもりだ。脱走のためなら何でもやってくれ。たぶん俺たちはまだまだ敵どもを笑いのめすことになっているはずだが...俺は足かせ付だ。やりたいようにやれよ。俺はもう何があろうと心の準備はできてる—1912年、死刑を待つカモが仲間の囚人に渡した手記

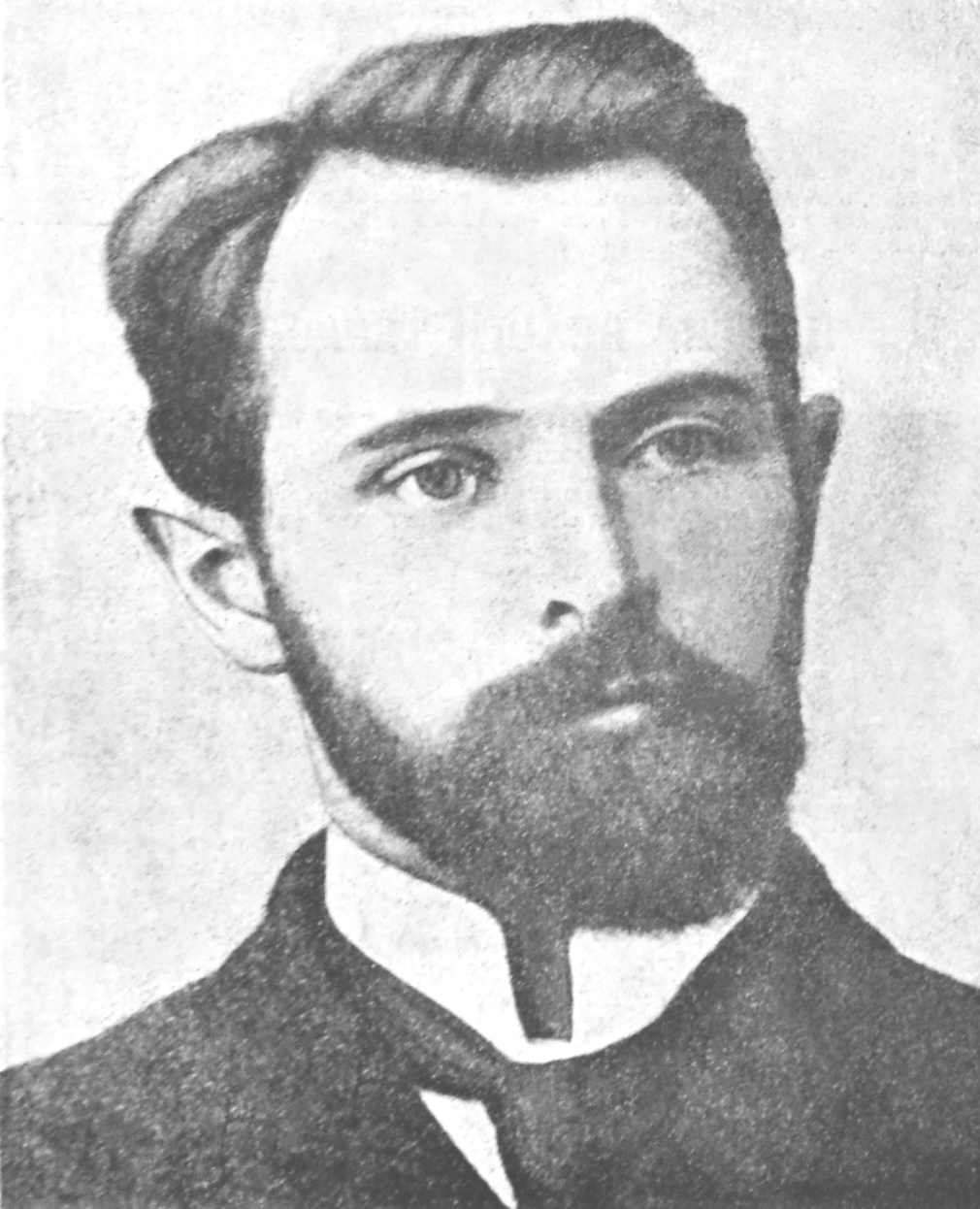
レオニード・クラーシン（1903年ごろ）

ベルリンで逮捕され、裁判の開始を待っている間に、カモは弁護士のオスカー・コーンを通じてクラーシンから手紙を受け取った。そこには裁判を受ける資格がないと思わせるために、精神錯乱を装えと書いてあった。そしてカモはそれを実行に移した。食事を拒否し、着ている服を引き裂き、髪の毛をかきむしるだけでなく、首を吊るまねをし、手首を切り、自分の排泄物を口にした。彼が症状を偽っているのではないことを確かめるために、ドイツ人の医師はカモの爪と指の間にピンを打ち込み、背中に長い針を刺し、焼きごてで肉を焦がしたが、彼は演技をやめなかった。すべてのテストが終わってから、ベルリンの収容所の医長は1909年6月に「この男〔カモ〕が狂気を装っていると考えるに足る根拠は存在しない。精神疾患を抱えていることは疑いようがなく、法廷に出頭したり裁判を受ける能力もない。今後完全に回復するかはきわめて疑わしい」という所見を述べている。
1909年、カモは身柄を引き渡されてロシアの刑務所に移されたが、そこでも精神錯乱のふりをつづけた。1910年4月にはチフリスの強盗事件における役割を問われて裁判にかけられたが、彼は裁判の進行にまったく無関心で、シャツに隠していたペットの鳥にえさをやって平然としていた。当局が彼の正気をはかりかねている間、裁判は中断されている。結局裁判では、チフリスで強盗事件を働いたときは正気であったが、現時点ではおそらく精神疾患であるため、回復するまでは監禁すべしという判断が下された。1911年8月、狂気を装いはじめてからすでに3年以上が経った頃、チフリスの刑務所の精神病棟に入っていたカモは、窓の鉄格子をのこぎりで切り落とし、手製のロープで下まで降りて脱走を果たした。
カモは当時の体験を次のように回想している。
何から話そうか。あいつらがやった事といえば、俺を投げ飛ばしたり、両足を殴りつけたり
、そんなところだ。そのうちの１人は俺に無理やり鏡を見せてきた。そこに目をやると、映っているのは俺じゃなかった。何というか頬のこけた猿のような男が、ぞっとするような惨めな表情で歯を噛みしめていた。頭に浮かんだのは「ひょっとして俺は本当に狂っちまったのか！」という考えだ。その瞬間はつらかったが、何とか自分を取り戻して鏡につばをはいたよ。なに、そうしたほうがあいつらの好みだと考えたのさ。...「生き残れるのか、それとも本当に狂っちまうのか？」と俺はひたすら考えた。こいつはよくなかった。自分で自分が信じられなかったんだからな。〔当局は〕もちろんやり方を心得ていて、科学にも頼る。しかしあいつらはカフカス人のことはわかっちゃいない。たぶんカフカス人なら誰でも、不安でいるうちは正気じゃないんだ。それじゃ誰が誰の頭を狂わせるっていうんだ？そこから先にはいかなかった。あいつらはあいつらの武器を、俺は俺の武器を持っているということだ。チフリスでは拷問にかけられなかった。あいつらは、よもやドイツ人が間違いはすまいと考えているらしかった。
脱走したカモは、パリでレーニンと落ち合い、レーニンとボグダーノフ、クラーシンが「仲たがいを起こした」という話を聞いて嘆いた。レーニンには、逮捕された事、牢獄で狂気のふりをしたときの事を話している。そしてパリを離れてクラーシンとも再会したカモは、新たな武装強盗の計画を立てた。しかし計画が実行される前にカモは再び逮捕されて、1913年にチフリスの事件も含めた過去の行いについて裁判にかけられた。このときは収監中に狂気を装うことはせず、かつて「狂っていた」時に自分に起こったことはすべて忘れてしまったという作戦に出た。裁判はすぐに終わり、彼には4件分の死刑が宣告された。
今度こそ死は免れないように思われたが、1913年にロマノフ朝が300周年を迎え、それを記念した恩赦によってカモたち死刑囚は長期の懲役に減刑された。さらに1917年には2月革命が起こり、カモは解放された。

## その後

### ボリシェヴィキへの影響
カモを別にすれば、強盗の関係者で裁判にかけられた者はおらず、当初は事件の背後に誰がいたのかが不明であったが、その後カモやリトヴィノフたちが逮捕され、ボリシェビキの関与が明らかになった。メンシェビキは裏切られたという思いから怒りに燃えた。この強盗事件が起こったことで、ボリシェビキ・ツェントルは党の中央委員会と独立に動いており、党大会で決議された禁止事項に違反していることが明らかになった。メンシェビキの指導者であったプレハーノフはボリシェビキとの決別を呼びかけている。彼の同志であるマルトフも、ボリシェビキ・ツェントルは一派閥による秘密の中央委員会と犯罪集団の中間にある何かだと語っている。党チフリス委員会は強盗を理由にスターリンたちを除名している。レーニンの行動についても党が調査を行うはずであったが、ボリシェビキによって妨害された。
強盗事件の首謀が発覚したことで、グルジアでのボリシェビキの人気はさらに低下し、チフリスではほとんど指導的な影響力がなくなった。スターリンの妻が1907年11月に亡くなると、スターリンはチフリスにはほとんど帰らなくなった。ミハイル・ツハカヤやフィリップ・マハラジェのようなグルジアで指導的な立場にいたボリシェビキは、1907年以降グルジアを離れるものがほとんどであった。有名なチフリスのボリシェビキであったステパン・シャウミャンもバクーに拠点を移している。チフリスでのボリシェビキの人気は地に落ち、1911年にはこの町に残っているボリシェビキはわずかに100人程度であった。

また事件の影響で、ヨーロッパ中の社会民主主義者たちからボリシェビキ・ツェントルは嫌われた。レーニンはこの事件に関する議論に自分の名前が出ないようにしたことから、おそらくそれが原因の１つとなってボグダーノフやクラーシンとの関係に亀裂が入った。スターリンもカモの犯罪組織からは距離を置き、彼が果たした役割が公になることはなかった。

### 関係者のその後
1917年のロシア革命以降、強盗に関わったボリシェビキたちの多くが、新らたなソビエト連邦で高い政治的地位を得た。レーニンはソ連の初代首相として1924年に亡くなるまで君臨し、スターリンがその後を継いで1953年に亡くなるまで独裁を敷いた。リトヴィノフは外務大臣にあたる外務人民委員となり、クラーシンは1909年にレーニンと決別して以降、政治の舞台から姿を消していたが、1917年の革命以降ボリシェヴィキに復帰し、ロンドンにソ連の通商代表として駐在するとともに、1926年に亡くなるまで対外貿易人民委員を務めた。
刑務所から解放されたカモは、ソビエト連邦の税関の仕事についた。一説には、秘密警察で働くためには精神的に不安定にすぎたからだという。彼は1922年に自転車を漕いでいる最中にトラックに轢かれて死んだ。事故でなかったという証拠はないものの、スターリンが口封じを命令して殺させたのだという論者もいる。
ボグダーノフは、表向きには思想の違いを理由に、1909年に党を除名された。ボリシェビキが革命を起こすと、彼は真のプロレタリア文化の実現を目指す組織であるプロレトクリトの理論的支柱として活動した。

### 記念碑
強盗が行われたエリヴァン広場は1921年にソビエト当局によってレーニン広場に改名された。1956年にはレーニンをたたえる彼の巨大な像が建設されている。血なまぐさい強盗事件に関わったにも拘らず、カモはエリヴァン広場のそばにあるプーシキン広場に埋葬され、その名誉をたたえて彫刻家のヤコフ・ニコラージェによる記念碑も建てられた。しかしスターリンの時代にこの記念碑は撤去されてしまい、墓も別の場所に移された。レーニンの像は、ソビエト連邦の最末期である1991年8月に倒され、2006年、同じ場所に自由の像が設置された。